# Jean Willrich
Jean Willrich (Koblenz, 27 april 1953) is een in Duitsland geboren, maar later tot Amerikaan genaturaliseerde oud-voetballer. Hij kwam in Nederland drie wedstrijden uit voor PSV, in het seizoen 1976-1977.

## Sportieve loopbaan
Willrich kwam voor het eerste team van PSV alleen in actie bij drie invalbeurten in mei 1977, in eredivisiewedstrijden tegen De Graafschap (0-3 winst), AZ (2-0 winst) en Haarlem (0-1 winst). Hij kwam niet tot scoren. In het seizoen 1977-1978 was Willrich officieel nog steeds PSV'er, maar kwam niet meer in actie voor de hoofdmacht.
Willrich verhuisde in 1978 naar de Verenigde Staten en ging er spelen voor binnen- en buitenteams op het Noord-Amerikaanse continent. Met de San Diego Sockers won hij drie futsaltitels. Hij liet zich naturaliseren tot Amerikaan en speelde met het Olympisch voetbalteam van de Verenigde Staten op de Olympische Zomerspelen 1984, waar hij scoorde tegen Costa Rica (3-0). De Sandiego Sockers namen Willrich op in hun Hall of Fame.
Na zijn actieve carrière werd Willrich jeugdvoetbalcoach voor onder meer de Rancho Bernado High School.

## Carrièreoverzicht
| Seizoen | Club                       | Competitie                   | Wedstrijden | Doelpunten   |
| ------- | -------------------------- | ---------------------------- | ----------- | ------------ |
| 1976/77 | PSV                        | Eredivisie                   | 3           | 0            |
| 1978/84 | San Diego Sockers          | North American Soccer League | 191         | 31 (*'78-88) |
| 1979/80 | Pumas UNAM (huur)          | Primera División de México   | *           | *            |
| 1980/88 | San Diego Sockers (futsal) | Major Indoor Soccer League   | *           | *            |
| 1990/92 | Wichita Wings (futsal)     | Major Indoor Soccer League   | -           | -            |